# Шишкань, Илья Минович
Илья Минович Шишкань (1918—1943) — старший лейтенант Рабоче-крестьянской Красной Армии, участник Великой Отечественной войны, Герой Советского Союза (1943).
Заместитель командира эскадрильи 158-го истребительного авиационного полка 7-го истребительного авиационного корпуса ПВО СССР.

## Биография
Родился 1 августа 1918 года в селе Могилёв ныне Днепропетровской области в крестьянской семье. Член ВКП(б) с 1941 года. После окончания зоотехникума учился в Днепропетровском государственном университете.
В 1937 году был призван в Красную Армию. В 1940 году был направлен на обучение в Чугуевскую военную авиационную школу лётчиков, которую он окончил. В 1941 году принял первое участие в боевых действиях. К декабрю 1942 года совершил 373 боевых вылета. Участвовал в 56 воздушных боях, в которых уничтожил 11 фашистских самолётов — 8 лично и 3 в группе.
Указом Президиума Верховного Совета СССР «О присвоении звания Героя Советского Союза начальствующему составу Военно-Воздушных сил Красной Армии» от 28 января 1942 года за «образцовое выполнение боевых заданий командования на фронте борьбы с немецкими захватчиками и проявленными при этом отвагу и геройство» был удостоен высокого звания Героя Советского Союза с вручением ордена Ленина и медали «Золотая Звезда» за номером 816.
21 июня 1943 года его самолёт был подбит противником. Он покинул горящий самолёт при помощи парашюта, который был сильно повреждён. При приземлении получил перелом обеих ног и позвоночника. Через полчаса скончался от перенесённых травм. К моменту гибели выполнил свыше 400 боевых вылетов, сбил лично 12 и в группе 4 самолёта противника.
Был похоронен на кладбище посёлка Ковалёво (до 1950 года — дер. Смольное) Всеволожского городского поселения — «…старое кладбище на южной опушке леса, что южнее аэродрома». На Братском кладбище в городе Всеволожск ему был установлен памятник. 
9 августа 2022 года был перезахоронен на Братском кладбище города Всеволожска на Румболовской горе.
Память
- В селе Могилёв установлен бюст в его честь.
- Его именем названа улица Всеволожска. Также во Всеволожске на его улице установлена мемориальная доска[1].

## Галерея
- Памятник И. М. Шишканю на братском кладбище
 г. Всеволожска. 2014 г.
- Памятник И. М. Шишканю в селе Могилёв